# Maria Otto

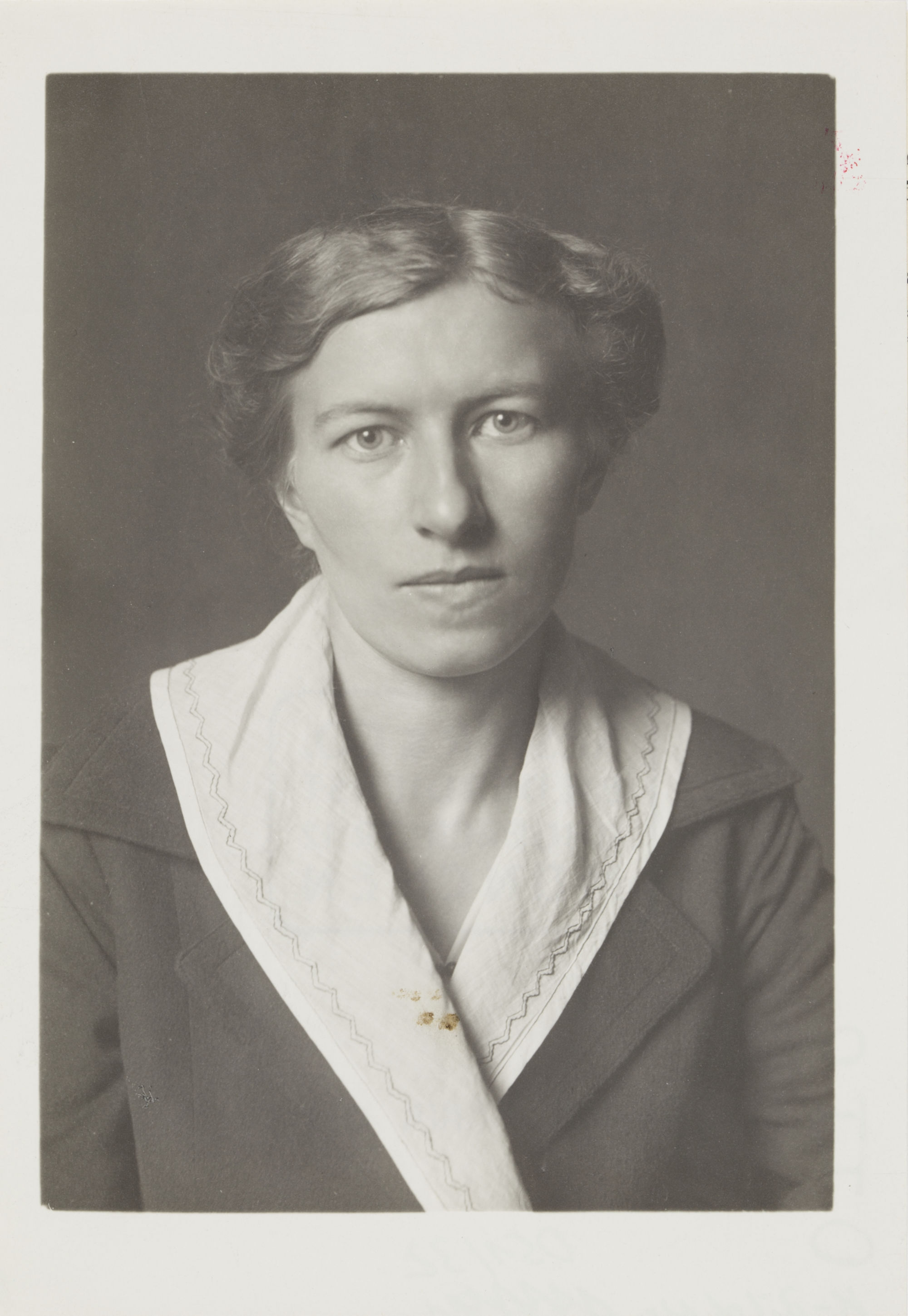
Maria Otto, undatierte Aufnahme von Philipp Kester

Maria Otto (* 6. August 1892 in Weiden in der Oberpfalz; † 20. Dezember 1977 in München) war eine deutsche Rechtsanwältin. Sie war die erste Frau, die in Deutschland als Rechtsanwältin zugelassen wurde. Nach ihr ist der seit 2010 vom Deutschen Anwaltverein verliehene Maria-Otto-Preis benannt.

## Leben und Wirken
Geboren als Tochter eines Fabrikbesitzers in Weiden legte Maria Otto ihr Abitur im Jahr 1912 ab. Sie studierte in Würzburg, München, Berlin und Leipzig. Ihr Studium beendete sie an der Juristischen Fakultät der Universität Würzburg mit der Akademischen Universitätsabschlussprüfung am 10. Juli 1916. Sie erhielt die Note „gut“. Auf Grund der entsprechenden gesetzlichen Bestimmungen wurde sie als Frau jedoch nicht zum Juristischen Vorbereitungsdienst zugelassen. Da dieser Vorbereitungsdienst Voraussetzung für die Zulassung zur Zweiten juristischen Staatsprüfung war, blieben ihr damit zunächst der Zugang zum Richteramt, aber auch zur Rechtsanwaltschaft faktisch verschlossen. Gleichwohl beantragte Maria Otto im August 1916 die „informatorische Beschäftigung“ bei Gerichten und Verwaltungsbehörden, was ihr auch gestattet wurde. Von 1916 bis 1919 leistete sie diese besondere Art des Vorbereitungsdienstes ab. Im Jahr 1920 wurde sie an der Universität Würzburg promoviert.
Mit dem Ende des Ersten Weltkrieges und in der jungen Weimarer Republik änderten sich die rechtlichen Rahmenbedingungen in mehreren deutschen Ländern. Frauen waren nicht mehr von der Zweiten juristischen Staatsprüfung ausgeschlossen. Unter Verweis auf diese Entwicklung wurde Maria Otto in Bayern am 6. Februar 1922 ausnahmsweise zur Zweiten Juristischen Staatsprüfung zugelassen, allerdings mit dem Vorbehalt, dass die erfolgreiche Ablegung dieser Prüfung ihr weder die Fähigkeit zum Richteramt, noch die Fähigkeit zu einem höheren Amt der inneren Verwaltung oder des Finanzdienstes verleihe. Die Prüfung bestand Maria Otto im Juni 1922 als erste Frau mit der Gesamtnote 69. Sie belegte damit den 63. Platz von 113 Teilnehmern. Mit Inkrafttreten des Gesetzes über die Zulassung der Frauen zu den Ämtern und Berufen der Rechtspflege vom 11. Juli 1922 am 23. November 1922 wurde Maria Otto am 7. Dezember 1922 zur Rechtsanwaltschaft zugelassen. Maria Otto blieb lange Zeit eine von wenigen Rechtsanwältinnen, da die Nationalsozialisten bereits 1933 das Gesetz gegen die Überfüllung deutscher Schulen und Hochschulen erließen, das 90 % der Studienplätze für Männer reservierte. Maria Otto arbeitete bis zu ihrem Tod im Jahr 1977 als Anwältin in München.

## Schriften
- Der internationale Rechtsschutz gegen unlauteren Wettbewerb. Würzburg 1921 (Dissertation Universität Würzburg).